# Dāna
Dāna (Sanskrit, n., दान IAST dāna, chinesisch 布施, Pinyin bùshī oder chinesisch 檀那, Pinyin tánnà, japanisch 布施 Fuse) bedeutet so viel wie Gabe, Almosen, Spende und Geschenk. In Dāna wird jedoch mehr als nur das Geben von Materiellem gesehen.

## Im Hinduismus
Der Begriff dāna findet im Hinduismus in vielfältigen Zusammenhängen Anwendung. Jedes Geschenk, jede Gabe ist dāna, die Verheiratung der Tochter (Weggabe der Tochter an die Familie des Bräutigams) wird kanyadana (Geschenk des Mädchens) bezeichnet, ebenso die Gabe an die Götter (Opfer). Dāna ist auch eine wichtige moralische Forderung hinduistischer Ethik.

## Im Buddhismus
Dāna bezeichnet im Buddhismus allgemein etwas, das gegeben bzw. geschenkt wird, ohne eine Gegenleistung zu erwarten oder auch nur zu erhoffen. Darüber hinaus bedeutet dana das Geschenk der Energie und Weisheit an andere.
Mit Dāna wird auch diese Art des Gebens an sich bezeichnet, was als eine der wichtigsten buddhistischen Tugenden angesehen wird. Dāna ist eine der Sechs Vollkommenheiten Pāramitā, eine der Zehn Betrachtungen Anussati und das wichtigste der verdienstvollen Werke (skt: Puṇya, Pali: Puñña) und wird als Grundvoraussetzung für die stufenweise Praxis auf Buddhas Pfad zur Befreiung gezählt.
Im Theravada wird Dāna vor allem als Mittel angesehen, Habgier und Egoismus zu überwinden und Leiden, evtl. auch in zukünftigen Leben, zu vermeiden.
Im Mahayana wird Dāna mit den Tugenden der Güte Maitri und des Mitgefühls Karuna verbunden und als wesentlicher Faktor aufgefasst, um Wesen zur Erleuchtung zu führen. Dabei gilt es als das sechste der (zehn) pāramitās (Tugenden).
Zweierlei bzw. dreierlei Almosen wird im japanischen Buddhismus unterschieden, wobei das Wort Almosen (alt-gr.: ελεημοσυνη) in seinem ursprünglichen Sinne „Barmherzigkeit, Mitleid, Teilnahme“ zu fassen ist 1) an Gütern, d. h. Essen und Trinken, Kleidung und Bedeckung, Acker und Wohnung, Kostbarkeiten; 2) der Lehre des Gesetzes, der Weise (Dharma). Der Buddha-Lehre und allem guten Wissen folgen, alles Gute in Lehre (Gesetz, Art und Weise) vernehmen und mit geläutertem Herzen andern zugute es verkünden. Als 3) wird bisweilen genannt: Furchtlosigkeit-Almosen.